# Incidente na Colina 192
O incidente na Colina 192 refere-se ao sequestro, estupro coletivo e assassinato de Phan Thi Mao, uma jovem vietnamita, em 19 de novembro de 1966 por um esquadrão estadunidense durante a Guerra do Vietnã.  Embora a notícia do incidente tenha chegado aos Estados Unidos logo após os julgamentos dos soldados, a história ganhou notoriedade generalizada através do artigo de Daniel Lang de 1969 para o The New Yorker e seu livro subsequente. Em 1970, Michael Verhoeven fez o filme o.k., baseado no incidente. Em 1989, Brian De Palma dirigiu o filme Casualties of War, baseado no livro de Lang.

## Incidente
Em 17 de novembro de 1966, o sargento David Edward Gervase (20 anos) e o soldado de primeira classe Steven Cabbot Thomas (21) - ambos membros da Companhia C, 2.º Batalhão (Aerotransportado), 8.ª Cavalaria, 1.ª Divisão de Cavalaria - conversaram com três outros membros do esquadrão (os soldados de primeira classe Robert M. Storeby, 22; e os primos Cipriano S. Garcia, 21, e Joseph C. Garcia, 20) sobre os planos de sequestrar uma "garota bonita" durante a missão de reconhecimento planejada para o dia seguinte, e "ao final de cinco dias nós a mataríamos". Storeby também lembrou que Gervase afirmou que seria "bom para o moral do pelotão".
Aproximadamente às 05:00 da manhã de 18 de novembro, o esquadrão entrou na pequena vila de Cat Tuong, no distrito de Phu My, procurando por uma mulher. Depois de encontrar Phan Thi Mao (21), eles amarraram seus pulsos com uma corda, amordaçaram-na e a levaram para a missão. Mais tarde, depois de montar acampamento em uma casa abandonada, quatro dos soldados (excluindo Storeby) se revezaram para estuprar Mao. No dia seguinte, em meio a um tiroteio com os vietcongues, Thomas e Gervase ficaram preocupados com a possibilidade de a mulher ser vista com o esquadrão. Thomas levou Mao para uma área com arbustos e, embora a tenha esfaqueado três vezes com sua faca de caça, não conseguiu matá-la. Quando ela tentou fugir, três dos soldados a perseguiram. Thomas a capturou e atirou em sua cabeça com seu rifle M16.

## Consequências
Inicialmente, Storeby denunciou o crime. A princípio, a cadeia de comando, incluindo o comandante da companhia, não tomou nenhuma atitude. Apesar das ameaças contra sua vida pelos soldados que participaram do estupro e assassinato, Storeby estava determinado a punir os soldados. Sua persistência em relatar o crime às autoridades superiores acabou resultando em cortes marciais gerais contra seus quatro companheiros de esquadrão. Foi durante esse processo que a vítima foi identificada por sua irmã como Phan Thi Mao.
Thomas, Cipriano Garcia e Joseph Garcia foram condenados por homicídio não premeditado em março e abril de 1967. Gervase foi considerado culpado de homicídio premeditado. No julgamento de Thomas, que cometeu o esfaqueamento e o tiro, o promotor pediu ao júri que impusesse uma sentença de morte. O tribunal, no entanto, condenou Thomas à prisão perpétua com trabalhos forçados. Essa sentença foi comutada primeiro para 20 anos, depois reduzida para oito, o que o tornava elegível para liberdade condicional depois da metade desse tempo. Ele foi libertado em 18 de junho de 1970.
Da mesma forma, a sentença inicial de Gervase de dez anos com trabalhos forçados foi reduzida para oito. Ele foi libertado em 9 de agosto de 1969. Em 1968, Joseph Garcia foi absolvido na apelação de sua sentença inicial de 15 anos e sua dispensa desonrosa foi revertida depois que foi determinado que seus direitos da Quinta Emenda foram violados e sua confissão foi considerada inadmissível. A sentença de 4 anos de Cipriano Garcia foi reduzida para 22 meses. Todos os soldados (exceto Storeby) foram desonrosamente dispensados do Exército.

## Nota
- Este artigo foi inicialmente traduzido, total ou parcialmente, do artigo da Wikipédia em inglês cujo título é «Incident on Hill 192».